# Aeroportul Arutua
Aeroportul Arutua (IATA: AXR, ICAO: NTGU) este un aeroport din Polinezia Franceză, Franța ce deservește zona Arutua⁠(d). Aeroportul a fost tranzitat în 2022 de 11.409 pasageri. A fost deschis în 1984.
Situat la o altitudine de 8 m, aeroportul dispune de o singură pistă.